# Études en douze exercices
 (décembre 2022).
Si vous disposez d'ouvrages ou d'articles de référence ou si vous connaissez des sites web de qualité traitant du thème abordé ici, merci de compléter l'article en donnant les références utiles à sa vérifiabilité et en les liant à la section « Notes et références ».
Les Études en douze exercices sont un ensemble d'études composées en 1826 par Franz Liszt, alors encore adolescent (il n'a que quinze ans). Elles constituent le point de départ des Douze grandes études (1837), puis plus tard des Douze études d'exécution transcendante, la version la plus entendue de nos jours. Chacune d'entre elles se concentre sur certaines difficultés techniques particulières. Pour les pianistes de niveau intermédiaire, ce sont d'excellentes études, et elles constituent de ce fait un bon entraînement technique pour qui projetterait de jouer les Douze études d'exécution transcendante (la 3e version). 

## Enregistrements
Ces études étant moins connues que leurs deux versions ultérieures, il semble qu'il y en ait très peu.
Deux références trouvées sur Internet :
- Un enregistrement intégral sur un album titré The Young Liszt, qui regroupe les enregistrements de toutes les œuvres composées par Liszt jusqu'à l'âge de seize ans, interprétées par le pianiste Leslie Howard [Quand ?].
- Un enregistrement consacré aux études de Liszt par le pianiste William Wolfram. On y retrouve en plus des douze études de 1826, ses 5 études de concert (Il lamento, La leggierezza, Un sospiro, Gnomenreigen, Waldesrauschen), l'étude de perfectionnement qu'il composa pour la méthode des méthodes[pas clair] de piano de Fétis et Moscheles, une variante de cette étude et une version antérieure de l'étude Mazeppa. Le disque est paru [Quand ?] chez Naxos sous le titre Liszt Complete Piano Music, Vol. 20.